# سیارک ۹۷۵۸
سیارک ۹۷۵۸ (به انگلیسی: 9758 Dainty، نامگذاری:1991GZ9) نه هزار و هفتصد و پنجاه و هشتمین سیارک کشف شده‌است که در ۱۳ آوریل ۱۹۹۱ کشف شد.
قدر مطلق سیارک برابر ۱۴٫۱۰ است.